# Ventiquattrosette (film)
Ventiquattrosette (Twenty Four Seven) è un film del 1997 diretto da Shane Meadows.

## Trama
Il film, ambientato in un non meglio precisato sobborgo della periferia industriale britannica nell'era della Thatcher, racconta la storia di Darcy (Bob Hoskins) e del suo tentativo di tenere in vita una palestra di pugilato al fine di dare speranza e qualcosa in cui credere ad un gruppo di giovani sbandati del luogo.

## Riconoscimenti
- European Film Awards 1997
  - Miglior attore (Bob Hoskins)
- British Independent Film Awards 1998
  - Premio Douglas Hickox
- Seminci 1998
  - Premio Pilar Miró per il miglior nuovo regista